# Anisophylleaceae
Anisophylleaceae, malena biljna porodica u redu Cucurbitales. Blizu 60 priznatih vrsta u 4 roda. Ime je dobila po rodu Anisophyllea iz tropske Azije, Afrike i Južne Amerike.

## Opis
Pripadnici porodice Anisophylleaceae su zimzeleno drveće ili grmlje rasprostranjeno po tropima. U porodici postoje 4 roda i 60 vrsta. Anisophyllea (55 vrsta) je pantropska. Listovi su raspoređeni u dva glavna reda na stabljici i često su nejednake veličine. Cvjetovi su mali i prilično neistaknuti; položaj jajnika je ispod mjesta umetanja (inferioran); a plod je mesnat i ima košticu ili je suh i okriljen.

## Rodovi
1. Familia Anisophylleaceae Ridl. (60 spp.)
  1. Anisophyllea R. Br. ex Sabine (56 spp.); tropska Afrika, tropska Azija, Malezija
  2. Poga Pierre (1 sp.); tropska zapadna Afrika
  3. Combretocarpus Hook. fil. (1 sp.); Malezija
  4. Polygonanthus Ducke (2 spp.); Brazil